# 斯米拉區
斯米拉區（烏克蘭語：Смілянський район）是位於烏克蘭中部切爾卡瑟州的舊區，首府設於斯米拉，並於2020年被撤銷。該區面積934平方公里，2015年人口32,695，人口密度每平方公里35.0人。